# ملعب هايس لاين
هايس لاين هو ملعب كرة قدم في بروملي، لندن الكبرى، إنجلترا. يقع بين مركز بلدة بروملي وهايس.